# Kemal Kılıçdaroğlu
Kemal Kılıçdaroğlu, popularno poznat i samo po inicijalima KK (rođen 17. prosinca 1948. u Ballıci, Tunceli) je turski ekonomist, službenik i socijaldemokratski političar. Od 2010. godine je predsjednik Republikanske narodne stranke (CHP) i glavni vođa opozicije u Turskoj. Od 2002. do 2015. godine bio je zastupnik u Turskom parlamentu za Istanbul i njegovu drugu gradsku izbornu jedinicu. U lipnju 2015. godine ponovo je izabran za zastupnika u Turskom parlamentu za Izmir, za drugu gradsku izbornu jedinicu, a na toj dužnosti je ostao do 2023. godine.
Kılıçdaroğlu, koji je diplomirao na Fakultetu ekonomskih i trgovinskih znanosti u Ankari 1971. godine, obavljao je dužnost generalnog ravnatelja Socijalnog osiguranja (SSK) od 1992. do 1996. i od 1997. do 1999. godine, prije nego što je ušao u aktivnu politiku. Učlanio se u CHP 2002. godine i prvi put je izabran u Turski parlament na izborima iste godine, kao zastupnik druge istanbulske izborne jedinice. Na izborima 2007. godine ponovo je izabran kao zastupnik CHP-a, a tada je preuzeo i dužnost zamjenika predsjednika CHP-ove zastupničke grupe. Na lokalnim izborima 2009. godine, bio je kandidat za gradonačelnika Istanbula, ali je izgubio protiv kandidata Stranke pravde i razvoja Kadira Topbaşa, osvojivši samo 37% glasova.
Nakon što je 2010. Deniz Baykal podnio ostavku na mjesto predsjednika partije zbog umiješanosti u skandal, Kılıçdaroğlu je izabran za predsjednika CHP-a na 33. redovnoj skupštini CHP-a. Na izborima 2011. godine, CHP je povećao svoj udio glasova za 5,11%. Nakon što je kandidat CHP-a i Nacionalnog pokreta MHP-a Ekmeleddin İhsanoğlu izgubio predsjedničke izbore 2014. godine, povećale su se kritike upućene Kılıçdaroğluu u stranci. Kılıçdaroğlu je ponovno izabran za predsjednika stranke na skupštinama održanim 2014., 2016. i 2018. godine te je uveo CHP u veliku koaliciju Millet İttifakı (Nacionalna alijansa). CHP je zadržao status glavne opozicijske stranke na predsjedničkim i parlamentarnim izborima 2018. godine. Na lokalnim izborima 2019. godine, stranka je pobijedila protiv vladajuće AK partije u glavnom gradu Ankari sa kandidatom Mansurom Yavaşom, nakon 17 godina vladavine AK partije. Pobjedu su odnijeli i u najvećem gradu Turske, Istanbulu, s kandidatom Ekremom İmamoğluom. Kemal Kılıçdaroğlu postao je nakon toga predsjednički kandidat Millet İttifakı za izbore 2023. godine.

## Reference
1. ↑  Bildirici, Faruk. 27. lipnja 2010. Kılıçdaroğlu Kemal Bey'i anlatıyor. Hürriyet. Inačica izvorne stranice arhivirana 29. lipnja 2010. Pristupljeno 12. prosinca 2014.